# Jonas Brodin
Jonas Brodin (* 12. Juli 1993 in Karlstad) ist ein schwedischer Eishockeyspieler, der seit 2011 bei den Minnesota Wild aus der National Hockey League (NHL) unter Vertrag steht. Mit der schwedischen Nationalmannschaft gewann der Verteidiger bei der Weltmeisterschaft 2017 die Goldmedaille.

## Karriere
Jonas Brodin begann seine Karriere als Eishockeyspieler in der Nachwuchsabteilung des Nor IK. Von dort aus wechselte er 2008 zum Färjestad BK, für dessen Profimannschaft er in der Saison 2009/10 sein Debüt in der Elitserien gab. In drei Spielen blieb er dabei punktlos und erhielt zwei Strafminuten. Einen Großteil der Spielzeit verbrachte der Verteidiger bei Färjestads Kooperationspartner Skåre BK in der drittklassigen Division 1. In der Saison 2010/11 gelang ihm der Durchbruch im Profibereich. Mit dem FBK gewann er erstmals den schwedischen Meistertitel, wozu er mit zwei Toren und vier Vorlagen in insgesamt 56 Spielen beitrug. Zudem stand er in sieben Spielen in der European Trophy auf dem Eis. Mit seinen Leistungen konnte er die Talentscouts überzeugen und wurde im Anschluss an die Spielzeit zunächst im KHL Junior Draft in der dritten Runde als insgesamt 74. Spieler vom SKA Sankt Petersburg ausgewählt sowie anschließend im NHL Entry Draft in der ersten Runde als insgesamt zehnter Spieler von den Minnesota Wild.
Im Juli 2011 unterzeichnete der Verteidiger einen Einstiegsvertrag über drei Jahre mit den Wild, blieb aber noch eine weitere Saison in Schweden. Zur Saison 2012/13 wechselte er nach Nordamerika und spielte dort zunächst beim Farmteam Minnesotas, den Houston Aeros, in der American Hockey League. Nach neun Einsätzen, in denen er vier Punkte erzielte, wurde er nach dem Saisonbeginn in der NHL schließlich im Januar 2013 erstmals in den Kader der Minnesota Wild berufen. In seiner Rookiesaison bestritt er 43 Spiele und führte mit einer durchschnittlichen Einsatzzeit von über 23 Minuten pro Spielen alle Neuprofis der Liga an. In den folgenden Jahren etablierte er sich als Stammspieler in der Abwehr Minnesotas.
Im September 2020 unterzeichnete der Schwede einen neuen Siebenjahresvertrag in Minnesota, der ihm ein durchschnittliches Jahresgehalt von sechs Millionen US-Dollar einbringen soll.

### International

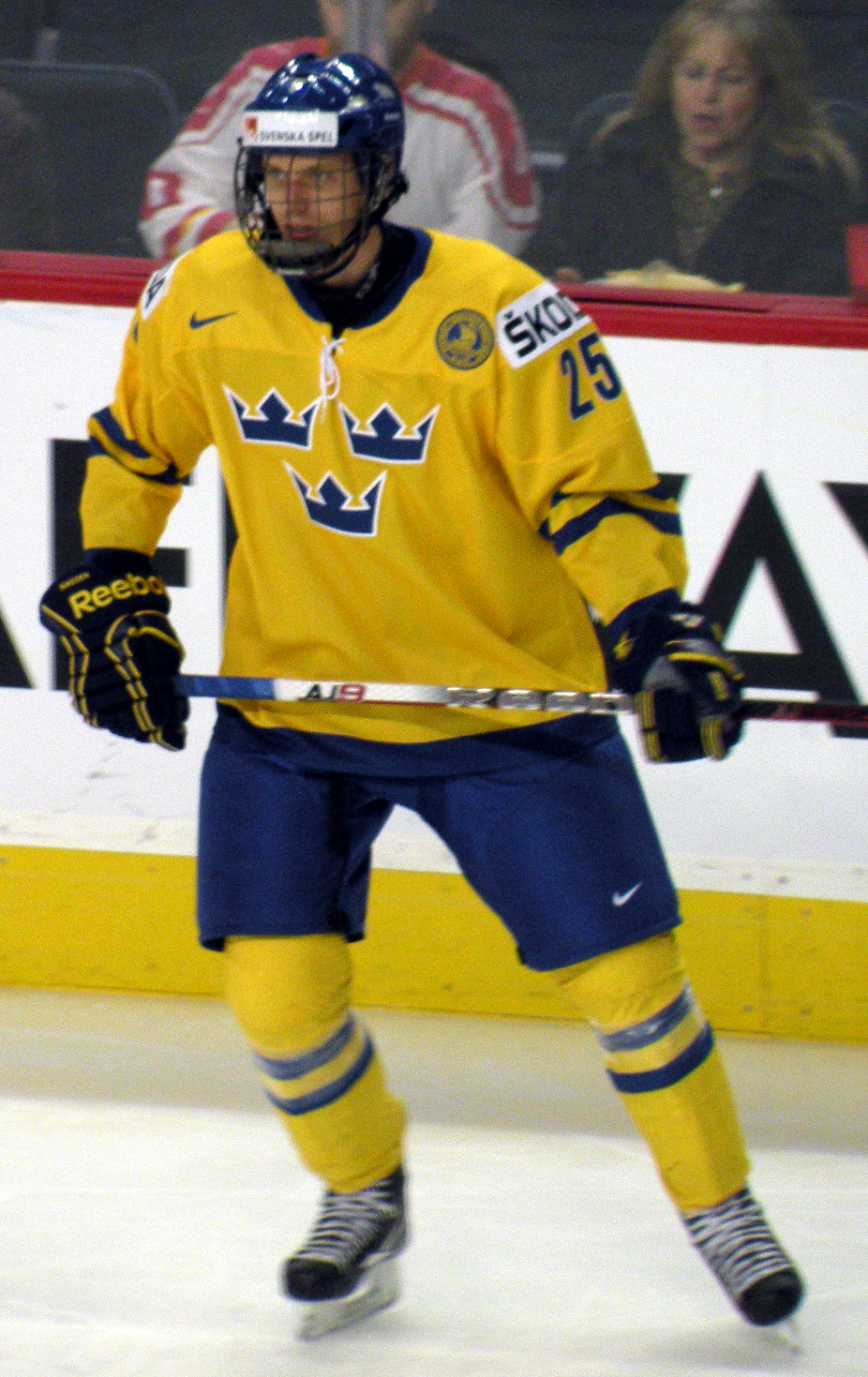
Brodin im Trikot der Nationalmannschaft (2012)

Für Schweden nahm Brodin im Juniorenbereich an der World U-17 Hockey Challenge 2010 teil, bei der die U17 ebenso die Bronzemedaille errang wie wenig später die U18 beim Ivan Hlinka Memorial Tournament 2010. Bei den U18-Weltmeisterschaften 2010 und 2011 folgte jeweils eine Silbermedaille. Anschließend wurde er mit der U20-Nationalmannschaft Schwedens bei der U20-Weltmeisterschaft 2012 Junioren-Weltmeister. Für die Senioren debütierte der Verteidiger bei der Weltmeisterschaft 2012, wobei er mit dem Team den sechsten Platz belegte. Bei der Weltmeisterschaft 2017 gewann Brodin schließlich mit den Tre Kronor die Goldmedaille. In den Jahren 2024 und 2025 folgten zwei Bronzemedaillen.

## Erfolge und Auszeichnungen
- 2011 Schwedischer Meister mit dem Färjestad BK
- 2013 NHL All-Rookie Team

### International
| - 2010 Bronzemedaille bei der World U-17 Hockey Challenge - 2010 Bronzemedaille beim Ivan Hlinka Memorial Tournament - 2010 Silbermedaille bei der U18-Weltmeisterschaft - 2011 Silbermedaille bei der U18-Weltmeisterschaft | - 2012 Goldmedaille bei der U20-Weltmeisterschaft - 2017 Goldmedaille bei der Weltmeisterschaft - 2024 Bronzemedaille bei der Weltmeisterschaft - 2025 Bronzemedaille bei der Weltmeisterschaft |

## Karrierestatistik
Stand: Ende der Saison 2024/25

### International
Vertrat Schweden bei:
| - World U-17 Hockey Challenge 2010 - Ivan Hlinka Memorial Tournament 2010 - U18-Weltmeisterschaft 2010 - U18-Weltmeisterschaft 2011 - U20-Weltmeisterschaft 2012 | - Weltmeisterschaft 2012 - Weltmeisterschaft 2017 - Weltmeisterschaft 2024 - 4 Nations Face-Off 2025 - Weltmeisterschaft 2025 |

(Legende zur Spielerstatistik: Sp oder GP = absolvierte Spiele; T oder G = erzielte Tore; V oder A = erzielte Assists; Pkt oder Pts = erzielte Scorerpunkte; SM oder PIM = erhaltene Strafminuten; +/− = Plus/Minus-Bilanz; PP = erzielte Überzahltore; SH = erzielte Unterzahltore; GW = erzielte Siegtore; 1 Play-downs/Relegation; Kursiv: Statistik nicht vollständig)